# عبدالرازق اچکزی
عبدالرازق اچکزی (به پشتو: عبدالرازق اڅکزی) زاده: ۱۳۵۸ سپین بولدک، قندهار - درگذشتهٔ: ۲۶ مهر ۱۳۹۷ قندهار) فرمانده نظامی و فرمانده پلیس ملی افغانستان (قوماندان امنیه) در ولایت قندهار افغانستان بود. از وی به عنوان یکی از سرسخت‌ترین مخالفان طالبان و پاکستان در افغانستان یاد می‌شد. وی بارها مورد سوء قصد از طرف طالبان قرار گرفت و سرانجام در تاریخ ۲۶ مهر ۱۳۹۷، پس از جلسه ای با جنرال اسکات میلر از فرماندهان ارتش آمریکا در افغانستان هنگام خروج از دفتر والی قندهار توسط یکی از محافظان ویژهٔ خود که عامل نفوذی طالبان بود ترور شد. پس از ترور او برادرش تادین خان با وجود تجربه و تخصص کم جایگزین او شد.

## زندگی‌نامه
وی در سال ۱۳۵۸ در سپین بولدک، ولایت قندهار متولد شد. او فرمانده پلیس (قوماندان امنیه) ولایت (استان) قندهار بود. وی از قبیله اچکزی پشتون بود. وی در زمان طالبان به همراه پدر و عمویش به دست طالبان اسیر شد ولی توانست فرار کند اما پدر و عمویش به دست طالبان کشته شد. او بیسواد و دارای سه همسر بود.
وی در سال ۲۰۰۲ وارد نیروهای امنیتی افغانستان شد و در سمت فرمانده پلیس مرزی قندهار در سپین بولدک هم‌مرز با پاکستان فعالیت کرد. هنگامی که طالبان در سال ۲۰۰۸ به نزدیکی دروازه شهر قندهار رسیدند وی به کمک احمد ولی کرزی و اسدالله خالد شتافت و اولین عملیات مستقل نیروهای افغانستان علیه طالبان را رقم زد و توانست آنها را عقب براند. او پس از قدرت گرفتن در مناطق مرزی و تسلط بر صادرات و واردات و گمرک در قندهار دارای ثروت زیادی شد و در خارج از افغانستان به معامله و تجارت به ویژه خرید و فروش اسب می‌پرداخت.
وی در سال ۲۰۱۱ پس از کشته شدن خان محمد مجاهد، فرمانده اسبق پلیس قندهار به این سمت رسید و مدت ۷ سال فعالیت می‌کرد و عملیات زیادی علیه طالبان در قندهار، زابل، اروزگان، هلمند زد و توانست محبوبیت فراوانی در افغانستان کسب کند.
ولایت قندهار در طی دوره فرماندهی جنرال عبدالرازق اچکزی از امنیت بسیار خوبی برخوردار بود و در زمان وی قندهار از ولایات نسبتاً امن افغانستان به شمار میرفت.
وی از افراد نزدیک به حامد کرزی به‌شمار می‌رفت و رابطه چندان خوبی با محمداشرف غنی نداشت و بارها گزارش‌هایی مبنی بر برکناری عبدالرازق به بیرون درز می‌کرد اما به دلیل محبوبیت وی، این موضوع به وقوع نپیوست. نهادهای حقوق بشر بارها عبدالرازق را متهم به نقض حقوق بشر و مواردی مانند قتل‌های فراقضایی و شکنجه زندانی‌ها کرده‌اند اما وی این اتهامات را رد می‌کرد. همچنین بعضی افراد مانند حامد کرزی به شدت از او حمایت می‌کردند و از محاکمه و پیگرد قانونی اقدامات او جلوگیری می‌کردند. او همچنین در مواردی مثل قاچاق موادمخدر و فساد در معرض اتهام بوده‌است.

## کشته‌شدن
ژنرال عبدالرازق ساعت سه و نیم بعد از ظهر ۲۶ میزان/مهر ۱۳۹۷، پس از جلسه ای مشترک با فرمانده نیروهای ناتو در افغانستان که در دفتر والی (استاندار) قندهار برگزار شد، در هنگام خارج شدن از نشست توسط یکی از محافظان والی قندهار که بعداً نفوذی طالبان معرفی گردید، به همراه شمار دیگری از مقامات نظامی و امنیتی قندهار  کشته شد و چندین نفر از جمله یک جنرال امریکایی زخمی شد.
.

## واکنش‌ها به مرگ وی
عمران خان، صدراعظم پاکستان، به دلیل سیاست‌های منطقه‌ای در یک پیام تویتر خود در واکنش به کشته شدن آقای رازق، ضمن محکوم کردن حملهٔ روز پنجشنبه در کندهار، گفته‌است که «صلح و امنیت پاکستان، جدا از صلح و امنیت در افغانستان نیست.»
زید حامد، یکی از حامیان برجسته و معروف نظامیان پاکستان و کارشناس مسایل دفاعی در صفحهٔ تویتر خود در واکنش به کشته شدن جنرال رازق چنین نگاشته‌است: «رازق یک جنایتکار و جنگ سالار سر سخت بود… در فهرست مجرمان جنگی ملل متحد قرار داشت، اما توسط ایالات متحده و سی آی ای، محافظت می‌شد، زیرا او… ضد پاکستان و طالبان بود.»
کشته شدن جنرال عبدالرازق فرمانده پولیس و عبدالمومن حسین خیل رئیس امنیت ملی قندهار به روز پنجشنبه (۱۸ اکتبر)، بر روند برگزاری انتخابات در این ولایت جنوبی افغانستان نیز تأثیر گذاشت. به این ترتیب انتخابات پارلمانی سرتاسری که فردا شنبه برگزار می‌شود، در آنجا یک هفته به تعویق افتاد.
جیم متیس وزیر دفاع ایالات متحده آمریکا، در واکنش به این حمله گفت مأموریت نظامی این کشور در افغانستان بدون تغییر ادامه می‌یابد. وزیر دفاع آمریکا که جنرال رازق را از نزدیک می‌شناخت، به روز جمعه از مرگ او به عنوان «از دست دان یک وطن پرست» یاد کرد.
نار. ندرا مودی نخست‌وزیر هند در یک پیام تویتری در واکنش به ترور جنرال رازق با ابراز تأثر نوشت: «من با شنیدن این حمله مرگبار در قندهار شدیداً شوکه و اندوهگین شدم. هند این حمله را با شدید‌ترین لحن محکوم می‌کند و در چنین وضعیتی با از دست دادن جان‌های افغان‌ها به شمول رهبری ولایت قندهار، با برادران افغان خود در غم شریک هستیم.»